# عرشان (مبين)

تعديل مصدري - تعديل

عرشان هي إحدى قرى عزلة المراحبة بمديرية مبين التابعة لمحافظة حجة، بلغ تعداد سكانها 61 نسمة حسب تعداد اليمن لعام 2004.